# Оданак
Оданак (фр. Odanak) — индейская резервация алгонкиноязычного индейского народа абенаки, расположенная в административном регионе Центральный Квебек, Канада, ранее была известна как Сен-Франсуа (фр. Saint-François). Является одной из двух самоуправляемых территорий абенаков в пределах границ Канады, вторая — Волинак.

## История
Французские миссионеры начали работать в современном Квебеке уже в середине XVII века. Они основали миссионерские деревни для обращенных индейцев вдоль реки Святого Лаврентия. Миссия Сен-Франсуа-дю-Лак была расположена в месте слияния рек Святого Лаврентия и Сен-Франсуа и заселена в 1660 году сококами, которые являлись одним из племён западных абенаков. В 1700 году миссия была перенесена иезуитом Жаком Биго на западный берег реки Сен-Франсуа после нескольких лет последовательного неурожая из-за чрезмерной эксплуатации территории. Абенаки Сен-Франсуа, как и их соплеменники из Беканкура, заключили мир с мохоками из Канаваке и Канесатаке и стали верными союзниками Новой Франции, сформировав военный и политический союз Семь наций Канады.
В 1704 году французский король Людовик XIV приказал инженеру Левассёру Де Нере разработать план укрепления Сен-Франсуа во время Войны за испанское наследство, чтобы обеспечить защиту семей воинов абенаков, которые воевали на стороне французов против англичан и ирокезов и в предыдущих конфликтах. Впоследствии были построены оборонительные сооружения, такие как редуты и частокол высотой 4,7 м, укреплённый каменными бастионами. В 1706 году деревня была перенесена из своего первоначального местоположения на северо-восточном берегу реки Сен-Франсуа вниз по течению, недалеко от нынешнего местоположения города Пьервиль, чтобы разместить растущее население. Летом 1711 года поселение Сен-Франсуа было временно оставлено из-за угроз, исходящих от запланированного адмиралом Уокером и полковником Николсоном нападения на Квебек. Воины из деревни были призваны в Квебек для участия в обороне города, а женщины и дети были временно переведены в Труа-Ривьер и Монреаль. После неудачи и вывода флота адмирала Уокера западные абенаки снова вернутся в своё поселение. В 1715 году поселение было перенесено ещё раз. На этот раз дальше вниз по течению, к месту своего нынешнего местоположения, расположенного высоко на берегу реки Сен-Франсуа для защиты от сезонных наводнений.
После окончания Войны Даммера в Сен-Франсуа переселились пеннакуки, другие западные абенаки и остатки некоторых алгонкинских племён Новой Англии. 4 октября 1759 года поселение было разграблено и уничтожено отрядом из 200 человек под командованием майора Роберта Роджерса. Главнокомандующий британскими войсками в Северной Америке Джеффри Амхерст приказал Роджерсу отомстить за многочисленные набеги и нападения воинов абенаков на британские поселения. Роджерс смог воспользоваться отсутствием большинства воинов, которые служили под командованием французского генерала Луи-Жозефа де
Монкальма в обороне Квебека. Люди Роджерса впоследствии уничтожили и подожгли всю деревню, уничтожив записи и архивы миссии. Англичане заявили о 200 убитых абенаков, включая французского священника, французские же источники называют цифру значительно меньшую — только 30 человек, 20 из которых, были идентифицированы как женщины и дети.
После завершения Семилетней войны британцы признали право абенаков Сен-Франсуа на резервацию, которая стала позднее называться Оданак (от слова на западном абенаки —  «В деревне»). В 1839 году территория резервации была урезана.
Развитие туристических проектов позволило жителям Оданака продвигать свою экономику, сохраняя при этом свою культуру и традиции. С 1960 года историческое общество Оданак управляет первым и одним из крупнейших музеев индейцев в Квебеке, в нескольких километрах от оси Квебек—Монреаль. Музей Абенаки принимает более 5000 посетителей каждый год.

## География
Резервация расположена на реке Сен-Франсуа, близ города Пьервиль, и состоит из пяти несмежных участков. Общая площадь Оданака составляет 5,7 км², из них 5,61 км² приходится на сушу и 0,09 км² — на воду.

## Демография
В 2016 году население резервации по возрастному диапазону распределилось следующим образом: 18,9 % — жители младше 18 лет, 65,6 % от 18 до 64 лет и 15,6 % — в возрасте 65 лет и старше. В 2021 году в Оданаке проживал 481 человек, плотность населения составляла 84,38 чел./км².